# ルカーチ・ジェルジュ
ルカーチ・ジェルジュ（ハンガリー語: Lukács György [ˈlukɑ̈ːt͡ʃ ˌɟørɟ]、セゲディ＝ルカーチ・ジェルジュ・ベルナート ハンガリー語: Szegedi Lukács György Bernát [ˈseɡɛdi ˈlukɑ̈ːt͡ʃ ˌɟørɟ ˌbernɑ̈ːt]、ドイツ語 Georg Bernhard Lukács von Szegedin 、1890年まではレーヴィンゲル・ジェルジュ・ベルナート Löwinger György Bernát [ˈløːvinɡɛr ˌɟørɟ ˌbernɑ̈ːt]、1885年4月13日 - 1971年6月4日）は、ハンガリーの哲学者、文芸批評家、美学者、政治家。クン・ベーラ政権やナジ・イムレ政権では教育文化大臣を歴任した。「西欧的マルクス主義」の代表者に位置づけられる。日本ではルカーチ・ジェルジという表記や、ドイツ語から翻訳される場合が多かったためゲオルク・ルカーチという表記も見られる。

## 生涯

### 青年期
1885年4月13日、ブダペストで誕生する。ルカーチの父ヨージェフは富裕なユダヤ人銀行家で、ハンガリー総合信用銀行の頭取を務めていた。
ルカーチが十代半ばのとき、その父親は当時の上流ユダヤ人資本家の慣例に従って貴族の称号を獲得した。ハンガリーの上流社会的な生活様式に反発するルカーチは、父親が授与された貴族姓の「セゲディ」を名乗ることを拒む。ルカーチの反発は「未成熟」な社会主義という形で内面に現れ、若年期のルカーチは生活、歴史、文学といったハンガリーのあらゆる文化に反発した。
長じてブダペスト大学の法学部に入学し、やがて人文学部に入学する。大学時代のルカーチはブダペストを拠点として文芸批評、演劇理論を発表し、その作品はハンガリーの雑誌に掲載された。入学当初は法学を専攻していたが文学への憧れは強く、ドイツ留学の後に文芸評論家を志向するようになる。若きルカーチは西ヨーロッパの文学に関心を抱き、特にドイツ・北欧の戯曲に強い反応を示し、高校生時代には自らも戯曲を執筆した。しかし、活動の中でルカーチは創作の才能の欠如を自覚し、理論家という形でのみ文学活動に携わることができると自ら結論付けた。
ルカーチは雑誌『二十世紀』の編集者たちと知り合っていたが親密な関係にはならず、彼らのようなイギリス・フランスへの憧れも持たなかった。ドイツ古典派哲学に関心を抱き、イマヌエル・カント、そしてゲオルク・ヴィルヘルム・フリードリヒ・ヘーゲルの思想に惹かれていき、ヘーゲルの合理主義的・弁証法的方法、歴史的観点によって事物の本質に迫ろうと試みた。ルカーチは1910年まで2度にわたってベルリンに留学し、知己となったゲオルク・ジンメルから文化的諸現象を観念的・社会学的に分析する手法を学んだ。また、2度目の留学の際にエルンスト・ブロッホと出会い、彼との出会いは思想の発展に大きな影響を及ぼした。1910年に発表したエッセイ集『魂と形式』、1915年に発表した歴史的哲学からの文学形式の変遷の分析『小説の理論』が評価され、ポーランドのエミール・ラスクと並ぶ新鋭の思想家として注目を集めるようになる。

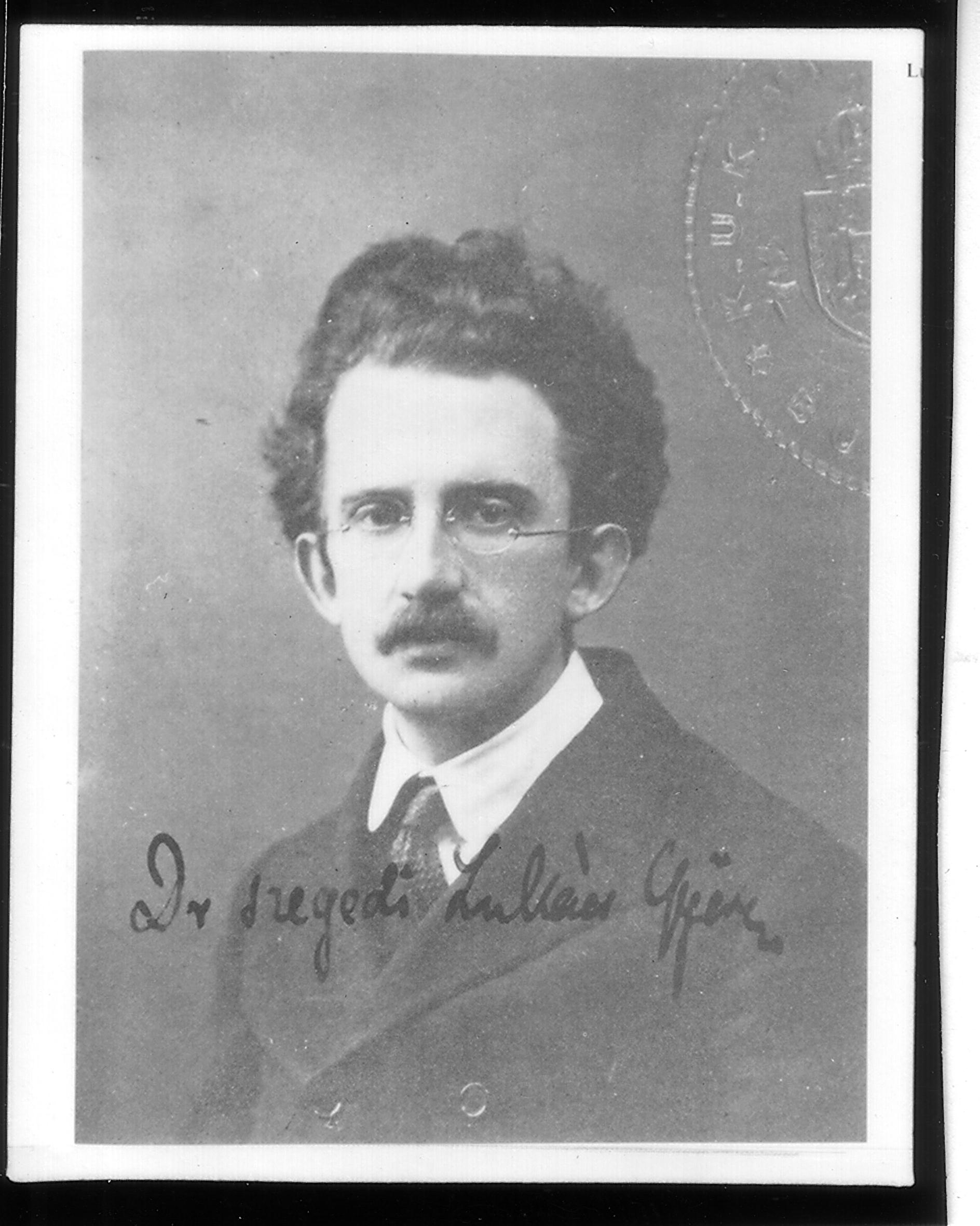
1917年当時のルカーチ

### ドイツへの移住、クン政権の崩壊

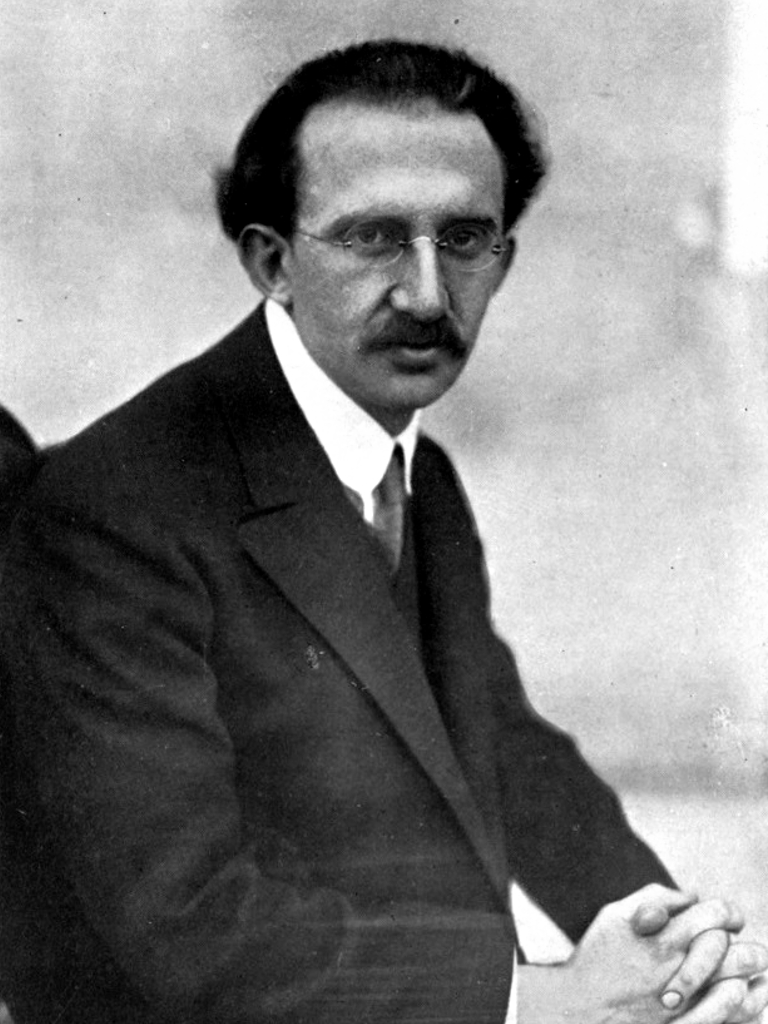
1919年当時のルカーチ

1911年から1912年にかけての冬、フィレンツェに滞在していたルカーチはブロッホからドイツのハイデルベルクに移るよう勧められる。1912年にルカーチは思想の理解者を求めてブダペストを離れ、ハイデルベルクに移住した。ハイデルベルク時代、ブロッホを通してマックス・ウェーバーと知り合い、ウェーバーは「ルカーチと話すと、そのことについて何日も考え続けなければならなかった」と高い評価を受ける。1917年までドイツ各地の大学で美術と美学を研究し、特にヘーゲルの思想を深く追求したが、当時のルカーチは政治に興味を持っていなかった。新カント派からはいくつかの考え方を学んだが彼らに属することは無く、非合理主義哲学からの影響はまったく受けなかった。
第一次世界大戦期にルカーチはドイツで教鞭を執っていたが、戦争に熱を上げるドイツ知識人の姿を目にして次第に思想を左派的な方向に転換していく。1915年から1916年にかけてルカーチはブダペストに予備兵として召集され、小さな集団が形成された。ルカーチと彼の知人である著作家バラージュ・ベーラを中心としてグループの輪は広がり、「精神科学自由学院」と呼ばれる一派が形成された。マンハイム・カーロイ、ハウゼル・アルノルドらの自由学院出身者は後に国際舞台で活躍するが、ルカーチ自身は自由学院の影響力を高く評価する意見に懐疑的で、少なくとも自由学院は自身の思想に影響を及ぼさなかったと述べた。第一次世界大戦、ロシア革命はルカーチに大きな衝撃を与え、彼をマルクス主義者に転換させた。
1918年、ハンガリー革命に際してブダペストに戻り、革新的知識人の指導者として文化革新運動に従事し、ハンガリー共産党に入党する。1919年に成立したクン・ベーラのソヴィエト政権において、ルカーチは教育文化相を務める。「教育による大衆への文化の普及」というユートピア的視点に基づく政策を実施し、八年制の小学校の設立、労働者大学の開設、図書館、美術館、劇場といった文化施設の一般開放がクン政権で行われた。教育改革の実施にあたってルカーチはバラージュ・ベーラ、バルトーク・ベーラ、コダーイ・ゾルターンら当時の高名な知識人の協力を仰ぎ、政治思想を思想・芸術に持ち込まない開放的な流れを志向した。
1919年8月に共和国が崩壊した後も、党の指令を受けてルカーチはブダペストに留まり、非合法活動に参加した。9月末まで女流写真家のオルガ・マーテーの家に潜伏して党の活動に従事していたが、逮捕の危険が身に迫るに及び、友人である彫刻家の仲介によってイギリス将校の協力を得、ハンガリー国外に亡命する。ルカーチの父ヨージェフは革命のために資産の大部分を失っていたが、息子の亡命に際して多額の借金を背負い、イギリス将校の要求する謝礼を支払った。

### 亡命生活

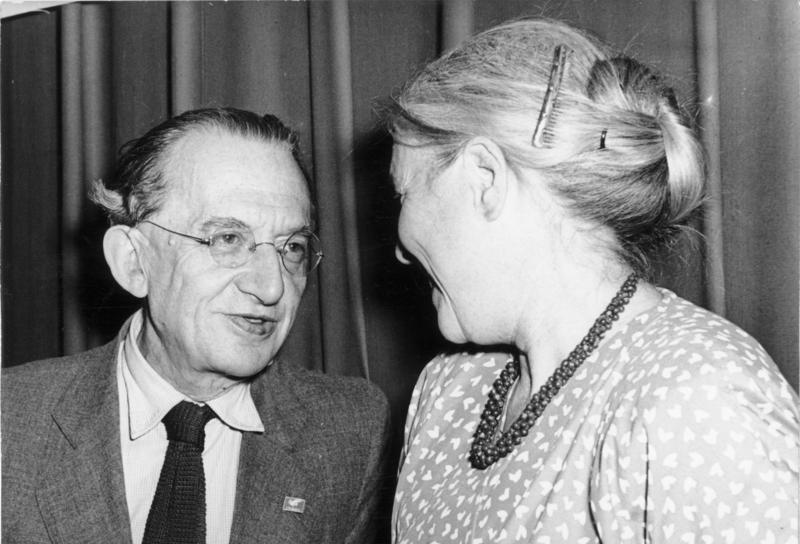
ルカーチとゼーガース（1952年）

クン政権の挫折後、ルカーチはウィーン、モスクワ、ベルリンに亡命し、積極的に論争に参加した。
1919年9月からルカーチはウィーンに住み、1929年末にモスクワに移住する。ルカーチはイギリス将校の運転手に変装してオーストリアに脱出するが、ハンガリーからの身柄引き渡しを求められたオーストリア政府によって、1919年10月にウィーンで逮捕される。ルカーチの逮捕に対してハインリヒ・マン、トーマス・マン兄弟、パウル・エルンストら11人のドイツ語圏の知識人からヒューマニズム精神にアピールする釈放声明が出され、ルカーチの友人であるブロッホも釈放を訴えた。一連の嘆願を受けたオーストリア政府によって、同年12月末にルカーチは釈放され、オーストリアの居住権を得る。亡命生活において、ホルティ・ミクローシュの手から妻子を守るためにピストルを持ち歩かなければならず、また党とコミンテルンからの批判によって苦境に立たされた。
ルカーチが亡命生活を送っていた1920年代は、彼が自らの思想をより発展させた時期とされている。1920年6月、ウラジーミル・レーニンは「共産主義における左翼小児病の明らかな兆候」として、ブルジョワ議会への参加の反対、ソビエト評議会をプロレタリアートの自己啓発の場としてブルジョワ議会と比較したルカーチの論文『議会主義の問題に寄せて』に徹底的な批判を浴びせた。翌1921年の第三回コミンテルン大会で初めてレーニンと対面したルカーチは彼の人となりに強い感銘を受け、本格的にレーニンの著作の追求を始める。1923年に発表した『歴史と階級意識』はマルクス主義の名著とされ、1924年には依頼を受けて数週間で小冊子『レーニン―その諸思想の連関についての研究』を書き上げる。しかし、党内の教条主義者はルカーチの主張を強く批判し、1924年6月の第5回コミンテルン大会において、カール・コルシュ、ボリス・ロニガー、アントニオ・グラツィアーディらと同様の理論上の修正主義者、つまりは極左派としてグリゴリー・ジノヴィエフからの弾劾を受ける。1920年代後半には共産党内におけるルカーチの政治的影響力は失われていた。1929年末、おそらくは党命を受けたルカーチが非合法でハンガリーに潜入したことを理由に、オーストリア政府はルカーチに追放を宣告する。トーマス・マンの働きかけによって追放は撤回されたが、ルカーチはすでにソビエト連邦への移住を決めていた。
モスクワでルカーチはマルクス＝エンゲルス研究所に勤務し1931年末にベルリンに移り、ドイツ共産党に合流する。ベルリン滞在中にルカーチはドイツ・プロレタリア作家同盟に属し、指導的な役割を果たした。ルカーチのドイツ滞在は非合法的なものであり、作家同盟の会合では「ケラー」という党員名を使用していた。1933年にナチスが政権を獲得した後、ナチスの官憲はルカーチの居所の家宅捜索を行った。官憲が自宅に踏み込んだ時、ルカーチはたまたま外出していたが、捜索の手が及んでいることを知るとウィーン時代から持ち歩いていた拳銃をシュプレー川に投げ捨てた。ルカーチは再びモスクワに亡命するがその扱いはよいとは言えず、ルカーチ当人は「クン・ベーラがあらゆる手段を使って妨害した」と述べた。連日にわたるコミンテルン前での座り込みの末、外国の代表の仲裁によってロシア科学アカデミー哲学研究所に属することになり、アカデミーでは文学史、美学などの研究に取り組んだ。
後年のルカーチは1930年代のソ連亡命時代を「パルチザン闘争」の時期と呼んだが、この時期に何を行ったか、あるいは何を行うべきであったかを結論付けることは困難で、「パルチザン闘争」という呼称は曖昧なものになっている。1933年から1940年にかけて刊行されたロシア語の雑誌『文芸批評家』の中心的な編集者となり、この雑誌で社会主義リアリズム論から外れた表現主義、リアリズム論、イデオロギー論を表した。1938年にハンガリー共産主義作家による雑誌『新しい声』が刊行された折にはルカーチも編集に携わり、母国ハンガリーの詩人について論じた。モスクワ時代のルカーチはブロッホ、アンナ・ゼーガース、ベルトルト・ブレヒトらと、市民的リアリズム、前衛芸術についての意見を交わしている。1941年にルカーチはトロツキズムの信奉者であることを理由に逮捕され数か月の間拘留されるが、釈放の嘆願を受けたゲオルギ・ディミトロフの働きかけによって釈放された。

### 二度目の帰国
第二次世界大戦後、ドイツ語圏にとどまるよう説得する周囲の制止を振り切り、ルカーチは自らの強い意志でハンガリーに帰国する。ルカーチの帰国に際し、彼の抱える書籍と資料を運搬するため、ソ連から一機の小型爆撃機が提供されたといわれている。
ハンガリーに帰国したルカーチはブダペスト大学で教鞭を執り、1949年にはハンガリー科学アカデミーの会員に選出される。数々の著作、個人的な権威、教育活動によって、ルカーチはハンガリー内で強い影響力を有していた。第二次世界大戦後に知識人を中心とするハンガリーの人々は、マルクス主義、マルクス主義の観点を通した文化芸術をルカーチの著作によって知ることができたが、同時にルカーチの「誤った」修正主義的性格も彼らの中に植えつけられた。1945年に再刊された論文集『文筆家の責任』には、1939年から1941年にかけてハンガリーのイデオロギー、政治について述べた論文が収録されている。しかし、ハンガリーの反体制派のイデオロギー状況は第二次世界大戦を経て大きく変化し、論文の主張は具体的現実性を持たないものになっていた。
1948年から1957年までルカーチは世界平和評議会の会員を務め、1948年と1955年にコシュート賞を授与される。帰国後に著した『若きヘーゲル』、『理性の崩壊』などの著書により、ルカーチは東側世界の代表的思想家としての評価を確立するが、教条主義の力が増したハンガリーの政界・文学界での活動の場は次第に失われていった。ニキータ・フルシチョフによるスターリン批判から強い影響を受けてハンガリーにおけるスターリン的教条主義を攻撃した。
1956年のハンガリー動乱（ハンガリー革命、ハンガリー事件）において、ルカーチは革命によって樹立されたナジ・イムレの政権に参加するが、ソ連のハンガリー侵入後にルーマニアに亡命する。翌1957年にハンガリーへの帰国を認められるが、政界からの引退を強いられる。

### 晩年
1965年以降にハンガリーにおいてルカーチの名誉は回復され、晩年は美学、存在論などの著述活動に専念した。1971年6月4日にブダペストで没する。ルカーチの思想は左派リベラルの弟子に継承され、1989年の民主化運動にも影響を与えた。

## 思想
青年期をブダペストで過ごした後で二度ハンガリーを離れて国外に移り、自らの強い意志でハンガリーに帰国した生涯を送ったルカーチの思想について、どこまでが「ハンガリーの哲学者」であり、どこからが「ドイツ哲学の徒」と区分することは困難である。ルカーチ当人は生涯の中で「ハンガリー思想家」として孤立した立場にいると自認していた。ドイツの哲学的伝統を継承し、主要な作品をドイツ語で著し、ハンガリー文学よりもドイツ文学の研究に多くの労力を注いでいた。このため、ルカーチの全ての作品はドイツ文化の一部に属しているともいえる。
しかし、ルカーチは自らをハンガリー人であると自負し、第二次世界大戦後にハンガリーに帰国した後にはハンガリー文化が有する多くの問題を論じた。青年ルカーチとハンガリーの詩人アディ・エンドレとの邂逅はルカーチの思想の発展に大きな衝撃を与え、ルカーチは後年に受けたインタビューで「当時は、私にとっては、アディの詩がハンガリーであった、と言うことができる」と回想した。1948年に発表した『新しいハンガリー文化のために』において、ハンガリーには他国に存在する「哲学」が無く、哲学の不在の原因を民族性に基づく有力者間の「馴れ合い」に帰した。
アディ・エンドレなどのハンガリー文学は倫理面、ドイツ歴史主義は理論面で、若年期のルカーチに強い衝撃を与えた。1918年のハンガリー革命より後、ルカーチは共産党の論者としての政治活動を優先し、政治活動を経て独自のリアリズム理論を確立する。『歴史小説』において、リアリズムは文学史上普遍に見られるものとし、近代文学史をリアリズムと反リアリズムの闘争史として構成する。ハンガリー共産党はルカーチの知的活動に対してしばしば否定的な意思を表したが、彼自身は党に忠誠を尽くした。ルカーチの社会主義に疑念を抱く古参の党員は彼を弾劾したが、ルカーチは彼らの攻撃に対して、プロレタリアートの内争を煽るだけの革命に何ら貢献することが無かった「古参」の党員の意見を拒絶する意思を明確にした。
1920年からのハンガリー革命挫折後の亡命期間中、ルカーチは右派の認識論と左派の倫理学の結合を試み、メシア主義的セクト主義と呼べる思想を形成した。1923年に発表した『歴史と階級意識』は従来マルクス主義で軽視されていたヘーゲルとの関連性、弁証法の重要性、疎外の概念などが考察されている。マルクス主義は厳密な経済的真理の体系ではなく、革命を実現に導く分析方法であると解釈し、彼の理論はヨーロッパの多くの知識人に影響を与えた。同時期のルカーチはハンガリー労働運動の問題に関して、かつてのクン・ベーラの方針、自身が従来抱いていた視点を否定し、ランドレル・イェネーの現実的な問題提起を支持するようになった。1922年にルカーチはクンへの反対を明らかにする一文を記し、その中で中央委員会多数派の政策はハンガリーのプロレタリアートの解放ではなく外部の人間へのアピールを重視した非現実的なものであり、ために党の上層部と党員の間に不信感をもたらし、政策の成果のごまかしがプロレタリアートの離反を招くものだと攻撃する。
ランドレルが没した後、1928年末にルカーチはハンガリー共産党第二回大会に向けて「ハンガリーにおける経済情勢とハンガリー共産党の任務に関するテーゼ」、
「ブルム・テーゼ」の名前で知られる政治綱領案を起草する。テーゼに表れたルカーチの主張はハンガリーおよび非先進国という限定された範囲にのみ適用されるものではなく、世界情勢、世界資本主義に視点を向けた大局的なものとなっていた。テーゼの中には工業化の比重の増大、大資本階級と大土地所有階級の間にある対立、ハンガリー外交の狭まり、農業問題と一般農民が政権に抱く不信感といった現実的な問題、非現実的な問題提起が混在していた。
1929年初頭にブルム・テーゼは「右翼的立場を代表するもの」として共産党の指導部に否定され、ルカーチは党の中枢から遠ざけられていった。
ブルム・テーゼの拒絶を経てルカーチはハンガリー文化における自らの役割を受容し、政治的活動からドイツ、イギリス、フランス、ロシア各々の文学の批評に取り掛かる。ルカーチ自身はブルム・テーゼを極左的革命主義から現実的な政治主義に移行する過程で生まれたもので、テーゼの客観性に懐疑的でありながらも将来のハンガリーの発展を予期したものだと自賛し、自分自身の思考の発展に重要な役割を果たしたと述べた。
ルカーチがリアリズムを巡る文学論で中心的な位置にあった1930年代、同時期のハンガリー文学界では民族的な立場をとる農村主義と自由主義的な都市派が意見を戦わせていた。ルカーチは両者の和解を促すためにモスクワからブダペストに向けて原稿を送り続けていたが、ルカーチの活動には文学的な意味合いのみならず、両者の融和によって労農同盟を実現する政治的な意図が含まれていた。また、ファシズムの脅威に対抗するため、文学内に見られるファシズム的イデオロギーを批判の対象とした。ソ連亡命時代のルカーチは自分の著作すべてを何度か否定し、党の公式路線に沿って自己の主張を変更し、ソビエト連邦の社会主義的リアリズムを賞賛することもあった。こうした言動について、スターリン時代のソ連で身を守り、かつ自分の考えに関心を持たせるために必要な手段だと、ルカーチは後年に述懐している。

## 家族
1902年、父の親友の妻とともにしばしば自宅を訪れていた、彼女の友人である3歳年上の女性ボルトシュティーベルト・ゲルトルートに、ルカーチは強い好意を抱いた。
ルカーチはハイデルベルクに居住していた頃、1914年にロシアの社会革命党（エス・エル）に属するエレーナ・アンドレーヴナ・グラベンコと出会い、彼女と結婚する。ルカーチの両親は結婚に反対したが、マックス・ウェーバーはエレーナは自分の親族であると偽り、結婚に口添えをした。次第にエレーナとの仲は険悪になり、1918年のハンガリー革命においてルカーチは彼女をドイツに残してブダペストに帰国する。ハンガリーでのソヴィエト政権樹立後にエレーナもハンガリーに移るが、彼女はルカーチよりもハンガリー共産党内の夫の論敵と行動を共にすることが多く、夫婦は離婚に至る。
エレーナがハイデルベルクに移る前、ルカーチは結核で夫を亡くしたゲルトルートと再会し、彼女と生活を共にし始める。クン・ベーラの政権が崩壊した跡、ゲルトルートはハンガリーを脱出したルカーチを追い、2人は亡命先のウィーンで結婚する。
ルカーチが再婚した当時、エレーナと彼女の前夫の間にはラヨシュとフェレンツという二人の子供がいた。兄のラヨシュは物理学者となり、弟のフェレンツは技師から経済学者に転向し、『経済的奇跡の終焉』を著した。スターリン時代のソ連ではフェレンツは反革命の罪状で20年間のシベリア送りを宣告されたが、ルカーチの旧友である世界政治経済研究所所長ヴァルガ・イェネーがラヴレンチー・ベリヤを介してフェレンツの帰国を取り計らい、フェレンツは刑期の半ばで釈放された。そして、ルカーチとエレーナは再婚後に生まれた娘にアンナという名前を付けた。

## 著書
- 『魂と形式』（Die Seele und die Formen, 1911年）
- 『小説の理論』（Die Theorie des Romans, 1920年）
- 『歴史と階級意識』（Geschichte und Klassenbewusstsein, 1923年）
- 『ゲーテとその時代』（Goethe und seine Zeit, 1947年）
- 『若きヘーゲル』（Der junge Hegel, 1948年）
- 『モーゼス・ヘスと観念弁証法の諸問題』（Moses Hess und die Probleme der idealistischen Dialektik, 1926年）
- 『レーニン論』（Lenin, 1924年）
  - 『ルカーチ著作集』（全13巻、白水社, 1968-69年、復刊1986‐87年）。別巻「ルカーチ研究」